# Eduardo Rodríguez (giocatore di baseball)
Eduardo José Rodríguez Hernández, detto E-Rod (Valencia, 7 aprile 1993), è un giocatore di baseball venezuelano, lanciatore partente per gli Arizona Diamondbacks della Major League Baseball (MLB).

## Carriera
Rodríguez firmò come free agent internazionale nel gennaio 2010 con i Baltimore Orioles, ricevendo 175.000 dollari di bonus alla firma.
Il 31 luglio 2014, gli Orioles scambiarono Rodríguez con i Boston Red Sox in cambio di Andrew Miller.
Rodríguez debuttò nella MLB il 28 maggio 2015, al Globe Life Park di Arlington, guadagnando una vittoria contro i Texas Rangers.
Il 7 luglio 2020, Rodríguez risultò positivo al COVID-19, saltando così l'inizio della stagione. A luglio inoltrato gli venne diagnosticata una miocardite, una malattia infiammatoria del cuore tipicamente provocata da infezioni virali, come il COVID-19. Il 1º agosto, i Red Sox annunciarono che Rodríguez non avrebbe lanciato nella stagione 2020 per riprendersi dai suoi problemi di salute. Divenne free agent a fine stagione 2021.
Il 15 novembre 2021, Rodríguez firmò un contratto quinquennale, 77 milioni dollari con i Detroit Tigers. L'accordo include un'opzione di svincolo che il giocatore potrà esercitare al termine della stagione 2023.

## Palmarès
- World Series: 1

Boston Red Sox: 2018